# Mycke' mycke' mer
Mycke' mycke' mer heter "A Little Bit of Loving" med text på engelska, ej att förväxlas med A Little Bit of Love.
Mycke' mycke' mer, skriven av Lasse Holm och Torgny Söderberg, är en svenskspråkig popsång som den svenska pop- och countrygruppen Chips framförde i den svenska Melodifestivalen 1980, där den kom på fjärde plats. Det är en kärlekssång om att vara två, och sjöngs i duett av Lasse Holm och Kikki Danielsson. Sången spelades även in i engelskspråkig version, som A Little Bit of Loving.

## Singeln
Singeln "Mycke' mycke' mer" innehöll "Can't Get over You" som B-sida. Singeln nådde som bäst 16:e plats på den svenska singellistan. Melodin låg på Svensktoppen i nio veckor under perioden 20 april-31 augusti 1980. Den 4 maj 1980 gick "Mycke' mycke' mer" för första gången högst upp i topp på Svensktoppen .

### Listplaceringar
| Lista (1980) | Topplacering |
| ------------ | ------------ |
| Sverige      | 16 .         |

## Coverversioner
I samband med svenska Melodifestivalen 2010 tolkade Timo Räisänen och Hanna Eklöf låten .